# 고잔초등학교
고잔초등학교는 대한민국 경기도 안산시에 있는 공립 초등학교이다.

## 학교 연혁
- 1963년 7월 1일: 개교

1980년대 병설유치원 개교
2017년 3월 2일 채효식 교장 부임
2019년 채효식교장 정년퇴임으로 3월 4일 최근섭 교장 부임
2019년 2학기 과학/영어 전담교사 김주영 교사의 다른학교 발령으로 육아휴직으로 쉬던 정윤정 교사 복직

## 참고 자료
- 고잔초등학교 - 한국교육학술정보원 학교알리미